# Моя мансарда
Моя́ манса́рда — четвёртая книга цикла, состоящего из четырёх авторских изданий (Песок, Цветные звуки, Зелёная книга, Моя мансарда) художника Алексея Парыгина.

## О книге
Текст книги Моя мансарда, был написан автором в 1988 году и посвящён сквот-мастерской Невский 25, существовавшей в Ленинграде с марта 1987 по июнь 1990 года, в угловой мансарде (впоследствии снесённой) полурасселённого дома № 25 по Невскому проспекту (Дом Казанского собора).

Наиболее насыщенными событиями стали 1988-1989 годы. Лично меня тогда очень увлекали эксперименты со звукозаписью шумовой музыки. Зимой, по средам, устраивались поэтические чтения и диспуты по современному искусству, сопровождавшиеся употреблением вина вначале и черного чая, заваривавшегося в двухлитровой банке, в завершение. Издавались бесцензурные литературные сборники и отдельные малотиражные книжки.

### Общее описание
Создаваемое художником пространство лежит между текстом и изображением, именно это и есть созданный им индивидуальный язык. <...> Художник действительно приглашает читателя войти в мир одновременно книги и мастерской. <...>  В качестве формирующих художественное пространство элементов художник использует элементы фото-графики, вводя в книгу обработанные фотографии с видами Невского, Казанского собора, интерьера мастерской. Они дополняются его собственными графическими работами, а также аппликацией из цветной бумаги, кусочков обоев со стен мастерской. Настоящие обои художник использует и в качестве форзаца, усиливая, таким образом, ощущение от крышки переплета как двери в пространство особого мира. <...> книга Парыгина представляет собой своеобразный осколок времени, сохранивший не только его вкус и аромат, но живую жизнь, которая нашла свое непреходящее, длящееся существование в книге.

Основной визуальный эффект создается включением текста в пространство декоративно-иллюстративных элементов, составленных из обработанных фотографий, воспроизведенных с помощью ксерографии, каждый из которых представляет виды города из мансардного окна. <...> Книга, производящая цельное впечатление, создана в духе изданий футуристов, которые художник признаёт одним из ключевых источников для своего творческого метода.
Оригинальный текст (англ.)The main visual effect is created by the inclusion of the text into the space of decorative-illustrative elements made up of processed photographs, reproduced by means of xerography, each representing views of the city from the attic window. <...> The book gives the impression of unity and was created in the spirit of the Futurist artists’ books, which the artist acknowledged as one of the key sources for his own creative approach.

Моя мансарда. Экз. № 6 (обложка). Из коллекции Научной библиотеки Эрмитажа

Моя мансарда. Экз. № 6 (разворот 3)

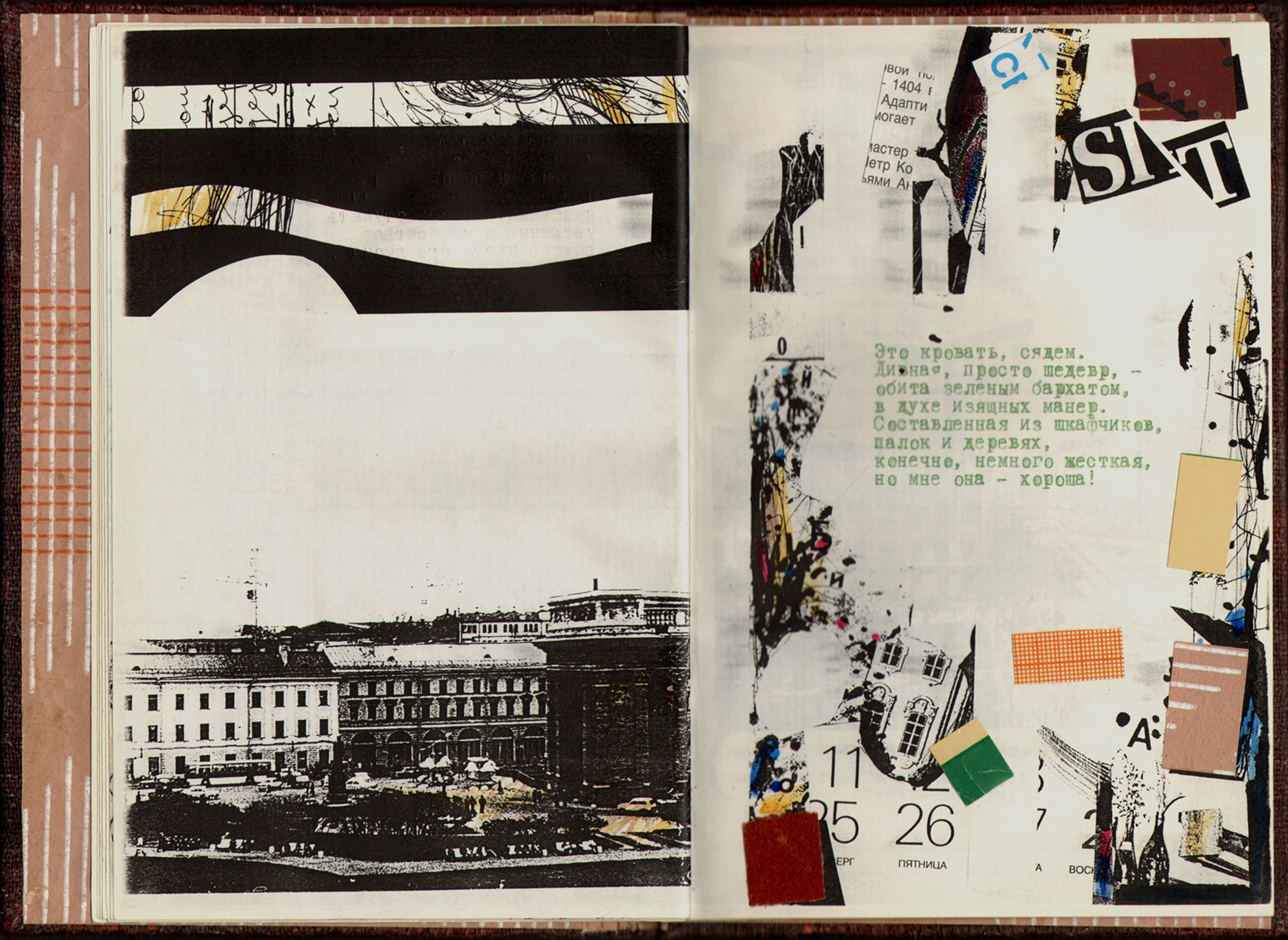
Моя мансарда. Экз. № 6 (разворот 6)

Моя мансарда. Экз. № 1 (разворот 8)

Моя мансарда. Экз. № 6 (разворот 11)

Стихотворение отпечатано автором на пишущей машинке (красным, зелёным, фиолетовым и чёрным тоном), на тонкой (кроме экземпляра № 1) бумаге чуть сероватого тона.
Все экземпляры, кроме № 1 и № 2 (не сшиты), сброшюрованы вручную. Двухстороннее заполнение листа. Обложка — картон, лён, горячий батик в две краски анилиновыми красителями (бордовым и фиолетовым). На лицевой стороне обложки прямоугольный трафаретный отпечаток черной темперой и аппликация из жёлтого картона ручного тонирования. Абстрактные узоры на переплете шести экземпляров имеют некоторые различия.
Форзац — серебристо-серые обои с растительным орнаментом (экземпляры № 5 и № 6 — обои светло-коричневые с геометрическим узором). Титульный лист — название книги выполнено трафаретами чёрным и красным тоном. Восемнадцать полосных композиций и концовка сделаны в сложной смешанной технике: печать чеёрным тоном (ксерокопии по авторским фотографиям), трафарет, цветные карандаши, стальное перо, цветная тушь, аппликация из цветной бумаги.
Экземпляры имеют некоторые различия во внутреннем оформлении.
Все работы, от макета до тиража, исполнены автором.
Твердый переплёт, без пагинации (24 страницы). Тираж — 6 нумерованных экземпляров. Размер: 217 × 148 × 12 мм (в сложенном виде); 217 × 301 мм (разворот).
Вес одного экземпляра — 203 гр.

### Местонахождение экземпляров
- Экземпляр № 1 — в собственности автора, СПб..
- Экземпляр № 2 — приобретён Российской государственной библиотекой. Коллекция книг художника (Москва). РГБ. LDR 01743nam#a2200241#i#4500. Места хранения IZO H/8.168.[9]
- Экземпляр № 3 —  приобретён Саксонской земельной библиотекой. Фонд Книг художника (Дрезден. Германия). RVK-Notation: LI 99999 : Sonstige (CSN der Person) AN 38900 : Künstlerbuch, Buchobjekt, Buchverfremdung. Signatur: 2006 8 014287; arcode: 31477760[10]
- Экземпляр № 4 — приобретён, через галерею Борей, в коллекцию книги художника Рейнхарда Грюнера (Мюнхен, Германия).[11]
- Экземпляр № 5 — приобретён Российской национальной библиотекой. Отдел эстампов и фотографий РНБ. Фонд книг художника, СПб. РНБ. Э Ал Ис 590/2-П 189,4
- Экземпляр № 6 — Научная библиотека Эрмитажа. Государственного Эрмитажа. Сектор редких книг и рукописей. Инв. номер # 480233.

## Выставки
- Современная книга художника. — Отдел эстампов и фотографий РНБ. Санкт-Петербург. 4 декабря 2023 — 28 февраля 2024[12][13][14][15].
- Орфическая космогония (Книга художника). — ЦК Рекорд. Нижний Новгород. 8 февраля — 9 марта 2017.
- Орфическая космогония (выставка книги художника). — Государственный музейно-выставочный центр «РОСИЗО». Москва. 28 мая — 12 июля 2015
- Первая книга. — Хлебный дом ГМЗ «Царицыно». Москва. 13 февраля — 21 апреля 2013.
- Музей «Книга художника». — Музей современного искусства Эрарта. Санкт-Петербург. 09 июня — 09 июля 2011.
- Фестиваль независимого искусства. — ЦВЗ Манеж. Санкт-Петербург. 6 — 20 ноября 2004.

### Статьи
- Данильянц Т. С. Коммуникативные стратегии «книги художника» (На примере творчества Алексея Парыгина) // Сборник материалов тринадцатой научно-практической конференции / под ред. А. К. Кононова. — «Трауготовские чтения 2023». — СПб.: БКГ, 2024. — 424 с. — С. 334-343. ISBN 978-5-907889--1
- Грауз Т. О визуальной поэзии и визуальности текста / Сборник материалов двенадцатой научно-практической конференции «Трауготовские чтения 2022» / под ред. А. К. Кононова. — СПб.: БКГ, 2023. — 360 с. — С. 136-152. ISBN 978-5-6049512-9-3
- Павловский А. С. Конструирование себя: о первых книгах Алексея Парыгина / Сборник материалов двенадцатой научно-практической конференции «Трауготовские чтения 2022» / под ред. А. К. Кононова. — СПб.: БКГ, 2023. — 360 с. — С. 153-160. ISBN 978-5-6049512-9-3[16]
- Парыгин А. Б. Мои ранние авторские книги // Петербургские искусствоведческие тетради, выпуск 67, СПб.: АИС, 2021. — С. 232-241. ISBN 978-5-906442-31-4
- Погарский М. Книга художника [х]. Том I. Теория (264 с.); Том II. История (180 с.); Том III. Практика (290 с). — М.: Треугольное колесо — 2021. ISBN 978-5-9906919-6-4
- Кошкина О. Ю. Особенности языка графики Алексея Парыгина — семиотический аспект / Сборник материалов десятой научно-практической конференции «Трауготовские чтения 2020». — СПб., 2021. — 304 с. — С. 149-165.[17]
- Парыгин А. Б. Про искусство (в ритме автобиографии) // Петербургские искусствоведческие тетради, выпуск 58, СПб.: АИС, 2020. — С. 223-252
- Grigoryants El. Absorbing the Futurist heritage: Vasily Vlasov and Alexey Parygin / The Futurist Tradition in Contemporary Russian Artists’ Books // International Yearbook of Futurism Studies / Special Issue on Russian Futurism. Ed. by Günter Berghaus. — Berlin & Boston: Walter de Gruyter. Vol. 9 — 2019, 520 p. pp. 269–296. ISBN 978-3-11-064623-8.[18][19]
- Григорьянц Е. И. В мастерской Алексея Парыгина «Невский — 25» // Петербургские искусствоведческие тетради, выпуск 38., СПб.: АИС, 2015. С. 88–92.
- Парыгин А. Б. Книга художника как форма искусства // «Искусство печатной графики: история и современность». В сб. н. статей по материалам научной конференции Четвертые казанские искусствоведческие чтения 19-20 ноября 2015. — Казань: ГМИИ РТ, 2015. — С. 75-78, ил.
- Парыгин А. Б. Невский-25. Субъективные записки художника // Петербургские искусствоведческие тетради, выпуск 31,  СПб.: АИС, 2014. — С. 187-194.
- Григорьянц Е. И. «Автографическая книга» в рамках направления Artists book» (книга художника) // XX век. Две России — одна культура: сб. н. трудов по материалам 14-х Смердинских чтений, том 160 — СПб.: СПб ГУКИ, 2006. — С.  96-108.
- Григорьянц Е. И. "Книга художника": к феноменологии жанра. — Петербургские искусствоведческие тетради, выпуск 7., СПб.б: АИС, 2006. — С. 260-267.
- Книги и стихи из сквота: Алексей Парыгин и другие // АКТ Литературный самиздат. Выпуск 15. СПб., август-ноябрь, 2004. — С. 21-22.
- Каменский А. А. Что значит быть современным? Ответ на этот вопрос ищут молодые художники (рецензия на две молодежные выставки в Ленинграде и Москве) // Правда, 1988, 9 сентября .

### Каталоги выставок
- Первая книга / The First Book (каталог выставки в ГМЗ Царицыно). Авт. вст. ст.: О. Докучаева, В. Пацюков, М. Погарский. М. 2013. — 129 с., цв. ил.
- Музей «Книга художника» (каталог выставки в музее Эрарта. СПб.). Авт. вст. ст.: М. Погарский, М. Карасик, Климова Е. Д., Ю. Самодуров. СПб.. 2011. — 200 с., цв. ил. — С. 38.